# Pont au Double
Pont au Double (česky Dvojitý most) je most přes řeku Seinu v Paříži. Spojuje ostrov Cité (4. obvod) a 5. obvod na levém břehu.

## Historie
Již v roce 1515 byl požádán František I., aby v těchto místech vystavěl most pro snadnou dostupnost nemocným do špitálu Hôtel-Dieu na ostrově Cité. Kamenný most zde byl postaven až v roce 1626. V roce 1709 se most zhroutil. Byl obnoven až v roce 1847. Tento most byl nahrazen v letech 1881–1883 současnou stavbou.
Pont au Double nese svůj neobvyklý název nikoliv pro nějakou architektonickou zvláštnost, ale podle mince zvané double denier tournois, která se platila jako mýtné za použití mostu.

## Architektura
Architekty mostu byli Henri-Prosper Bernard a Jules Lax. Jednoobloukový most je z kovaného železa o délce 45 m a šířce 20 m.